# زمین‌لرزه ۱۹۶۷ کاراکاس
زمین‌لرزه کاراکاس  در تاریخ ۳۰ ژوئیه ۱۹۶۷ میلادی، برابر با ‎۸ مرداد ۱۳۴۶، در ونزوئلا ، منطقه کاراکاس رخ داد.ژرفای این زلزله ۲۶ کیلومتر بود. بزرگی آن ۶٫۵ در مقیاس Ms بدست آمده‌است.